# Concurso Internacional para Jóvenes Directores de Besanzón
El Concurso Internacional para Jóvenes Directores de Besanzón, es un concurso de música para jóvenes directores en la ciudad de Besanzón, Francia.

## Historia
El concurso fue organizado por primera vez en 1951 por el crítico musical y de cine y compositor Émile Vuillermoz, en el marco del Festival Internacional de Música de Besanzón, fundado tres años antes. Muchos directores que ganaron la competencia han establecido exitosas carreras internacionales, incluidos Seiji Ozawa, Ali Rahbari, Jesús López-Cobos y Sylvain Cambreling.
El primer premio consiste en un premio en efectivo y compromisos con orquestas importantes como la Orquesta Sinfónica de la BBC, el Ensemble orchestral contemporain, la Filarmónica de Dresden y la Opera North Sinfonia .

## Ganadores
Los ganadores del concurso son:
- 1951: Peters Reinhard (Alemania)
- 1952: Jean Périsson (Francia)
- 1953: Peter Traunfellner (Austria)
- 1954: Peter Chaille (Francia)
- 1955: Jerzy Katlewicz (Polonia)
- 1956: Zdenek Kosler (Checoslovaquia)
- 1957: Jean Lapierre (Francia)
- 1958: Martin Turnovsky (Checoslovaquia)
- 1959: Seiji Ozawa (Japón)
- 1960: Poul Jorgensen (Dinamarca)
- 1961: Pierre Hetu (Canadá)
- 1962: Vladimir Kojoucharov (Bulgaria)
- 1963: Aloïs Springer (Alemania)
- 1964: Emil Simon (Rumania)
- 1965: Zdenek Macal (Checoslovaquia)
- 1966: No otorgado
- 1967: Yuval Zaliouk (Israel)
- 1968: Jesús López Cobos (España) y Philippe Bender
- 1969: No otorgado
- 1970: Stéphane Cardon (Francia)
- 1971: No otorgado
- 1972: Jacques Mercier (Francia)
- 1973: No otorgado
- 1974: Alex Veelo (Países Bajos)
- 1975: Marc Soustrot (Francia)
- 1976: Patrick Juzeau (Francia)
- 1977: Tomas Koutnik (Checoslovaquia) y Ali Rahbari (Irán)
- 1978: Yoel Levi (Israel)
- 1979: Doron Salomon (Israel)
- 1980: Jonathan Seers (Inglaterra)
- 1981: Philippe Cambreling (Francia)
- 1982: Yôko Matsuo (Japón) y Osmo Vänskä (Finlandia)
- 1983: Michael Zilm (Alemania)
- 1984: Wolfgang Doerner (Austria)
- 1985: Wing-Sie Yip (China)
- 1986: Gilles Auger (Canadá)
- 1987: Nicolas Pasquet (Uruguay)
- 1988: Lü Shao-chia (Taiwán)
- 1989: Christopher Gayford (Inglaterra) y Yutaka Sado (Japón)
- 1990: Ryusuke Numajiri (Japón)
- 1991: George Pehlivanian (Estados Unidos)
- 1992: Tommaso Placidi (Italia)
- 1993: Silvia Massarelli (Italia) y Daisuke Soga (Japón)
- 1995: Tetsuro Ban (Japón)
- 1997: Marco Parisotto (Canadá)
- 1999: Álvaro Albiach-Fernández (España)
- 2001: Tatsuya Shimono (Japón)
- 2003: No otorgado
- 2005: Lionel Bringuier (Francia)
- 2007: Darrell Ang (Singapur)
- 2009: Kazuki Yamada (Japón)
- 2011: Yuki Kakiuchi (Japón)
- 2013: Yao-Yu Wu (Taiwán)
- 2015: Jonathon Heyward (Estados Unidos)
- 2017: Ben Glassberg[3]
- 2019: Nodoka Okisawa